# Najniebezpieczniejszy człowiek świata
Najniebezpieczniejszy człowiek świata (tytuł oryg. The Chairman) – amerykańsko-brytyjski dreszczowiec szpiegowski z 1969 w reżyserii J. Lee Thompsona. W rolach głównych wystąpili Gregory Peck oraz Anne Heywood. Scenariusz, który napisał Ben Maddow, powstał na bazie książki The Chairman Jaya Richarda Kennedy’ego z 1969.

## Obsada
Opracowano na podstawie materiału źródłowego:
- Gregory Peck – doktor John Hathaway
- Anne Heywood – Kay Hanna
- Arthur Hill – Shelby
- Alan Dobie – Benson
- Conrad Yama – przewodniczący
- Zienia Merton – Ting Ling
- Ori Levy – Shertov
- Eric Young – Yin
- Burt Kwouk – Chang Shou
- Alan White – Gardner
- Keye Luke – profesor Soong Li
- Francesca Tu – Soong Chu
- Eileen Baral – Irene
- Mai Ling – stewardessa